# PET-Recycling Schweiz
Der Verein PRS PET-Recycling Schweiz ist in der Schweiz für die flächendeckende getrennte Sammlung von PET-Einweggetränkeflaschen verantwortlich. Dem Verein sind als Branchenorganisation rund 98 Prozent der Schweizer Getränkeproduzenten, Importeure, Abfüller und Detaillisten als Mitglied angeschlossen.

## Recycling
Der Verein betreibt ein Sammelstellennetz mit mehr als 50'000 Sammelstellen in der ganzen Schweiz. Während sich gut 9'000 Standorte direkt bei den Verkaufsstellen befinden, machen die freiwilligen Sammelstellen aus dem Arbeits- und Freizeitbereich mit über 41'000 Standorten den weitaus grössten Anteil aus. 2018 lag die Verwertungsquote bei einem Verbrauch von über 1.3 Milliarden PET-Getränkeflaschen bzw. von 38'294 Tonnen bei 82 Prozent (siehe auch Verwertungsquote).

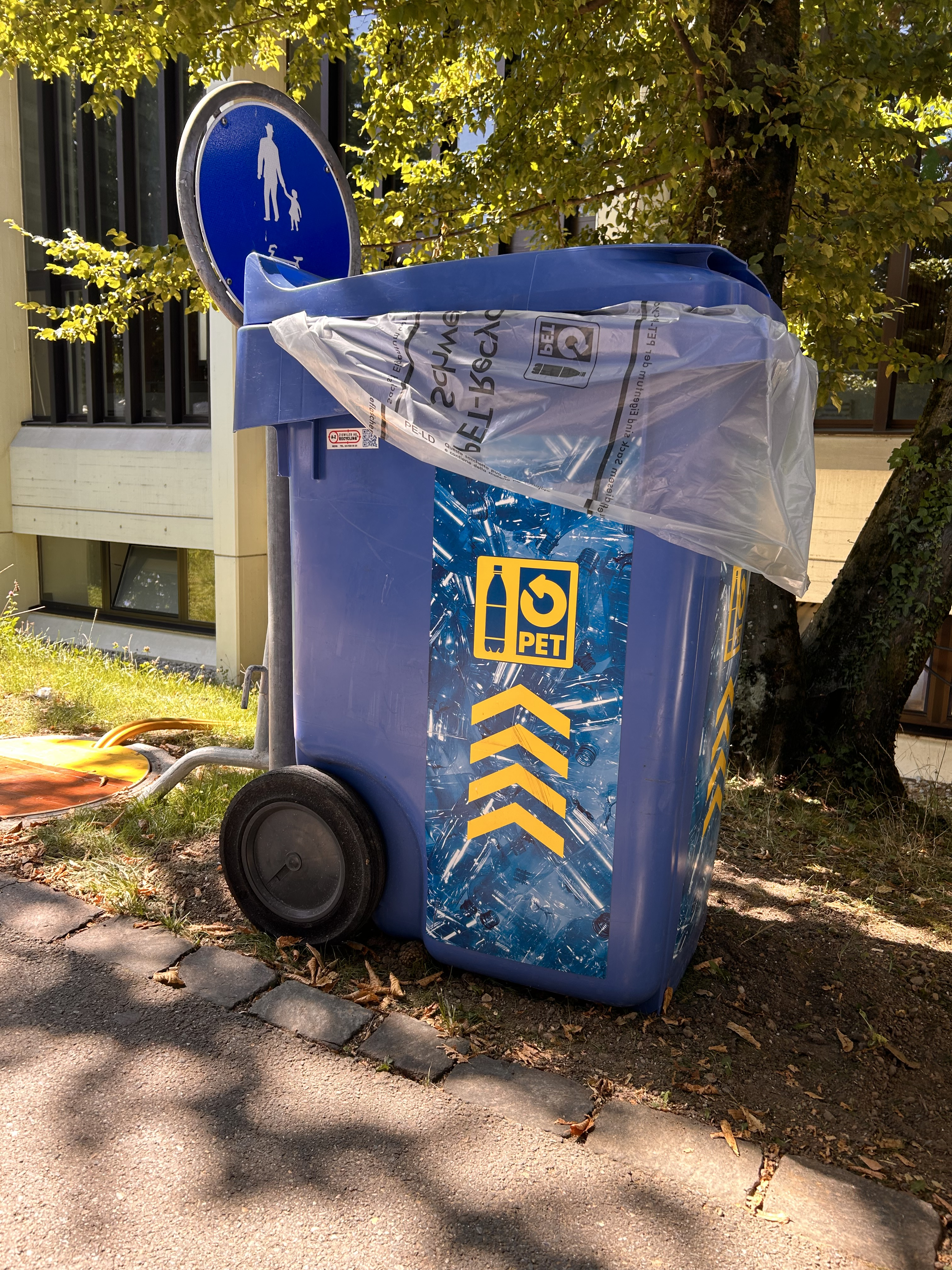
Sammelstelle
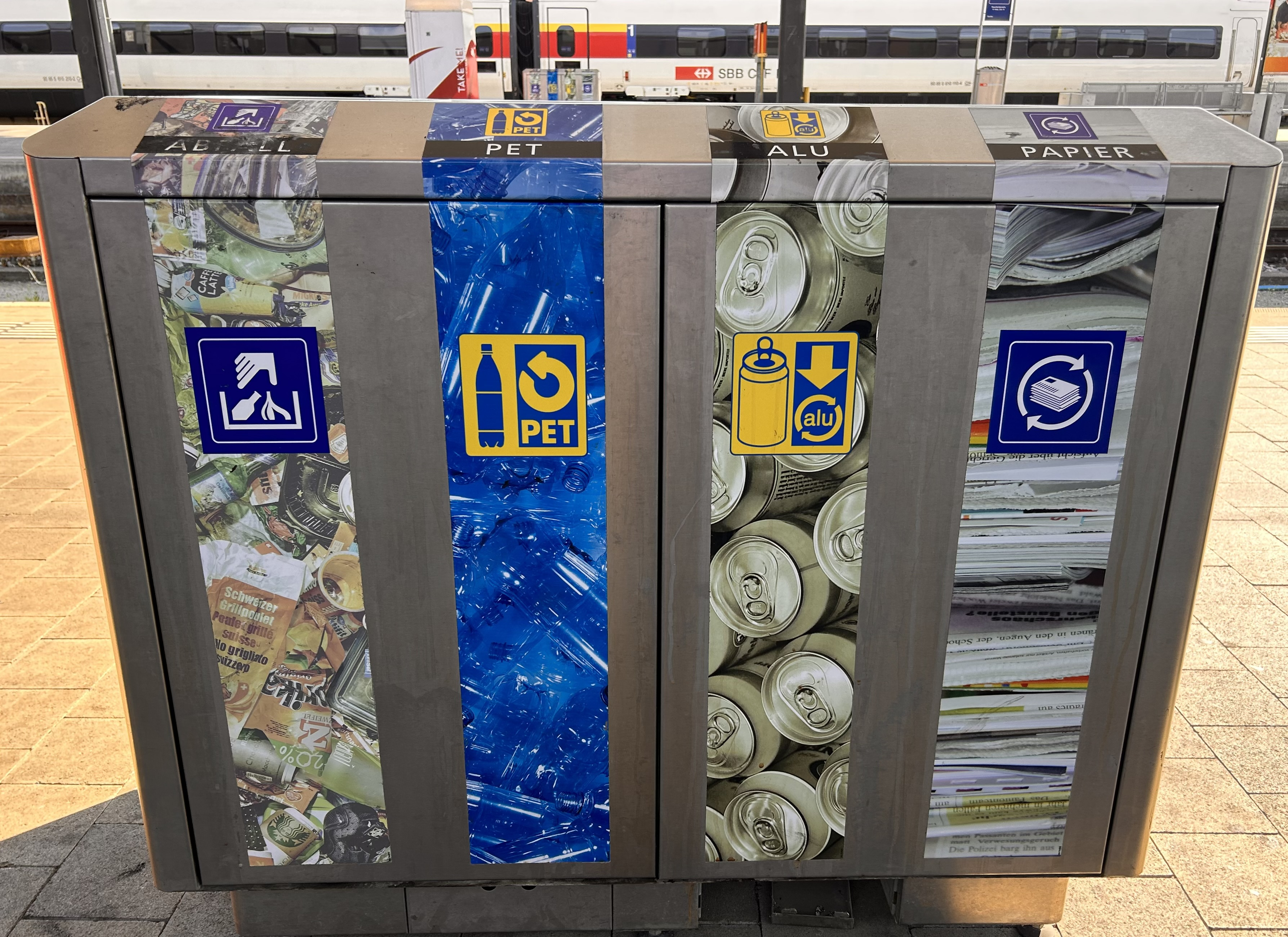
Sammelstelle an Bahnhöfen
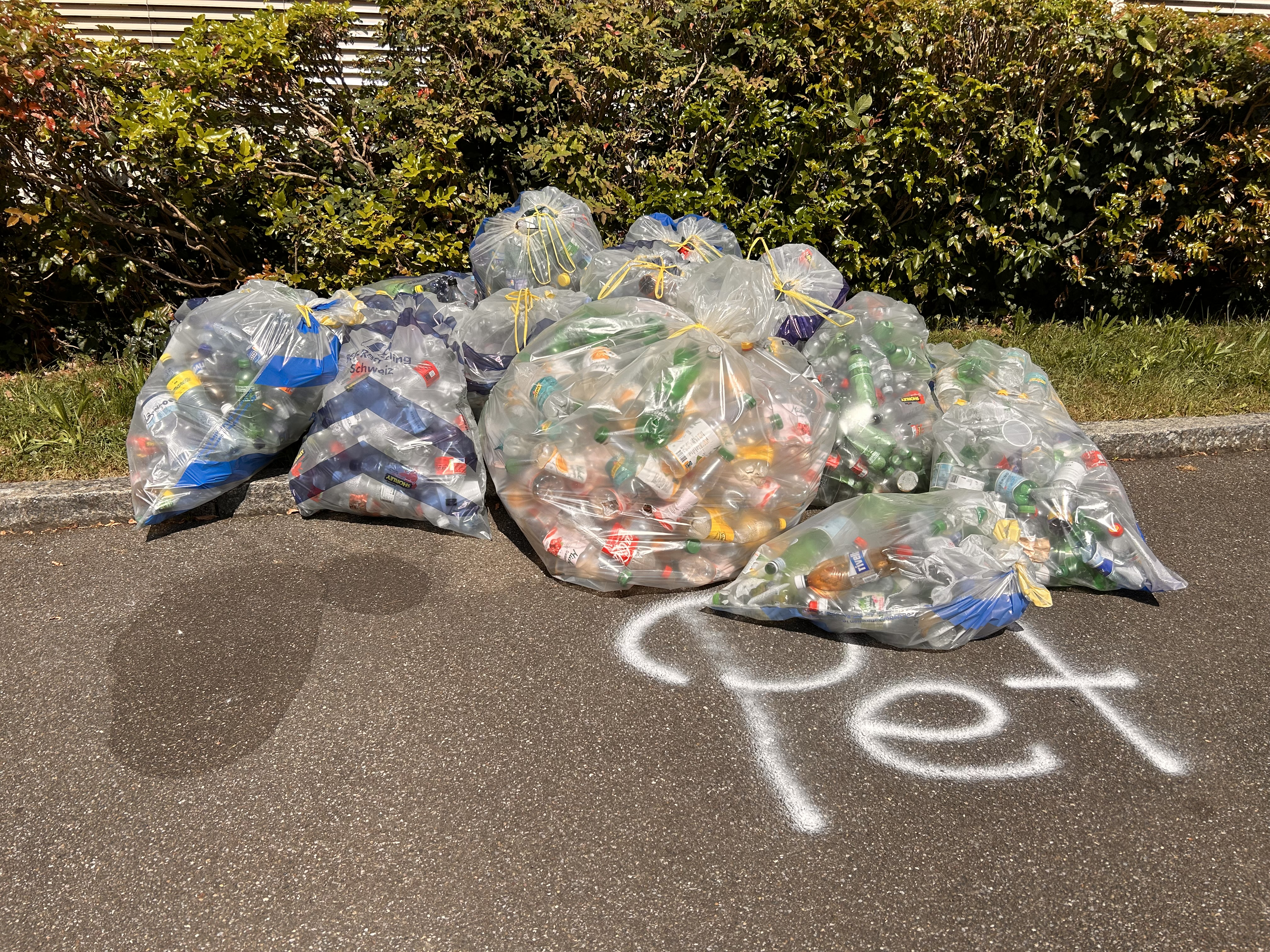
Sammelsäcke bereit zum Abtransport
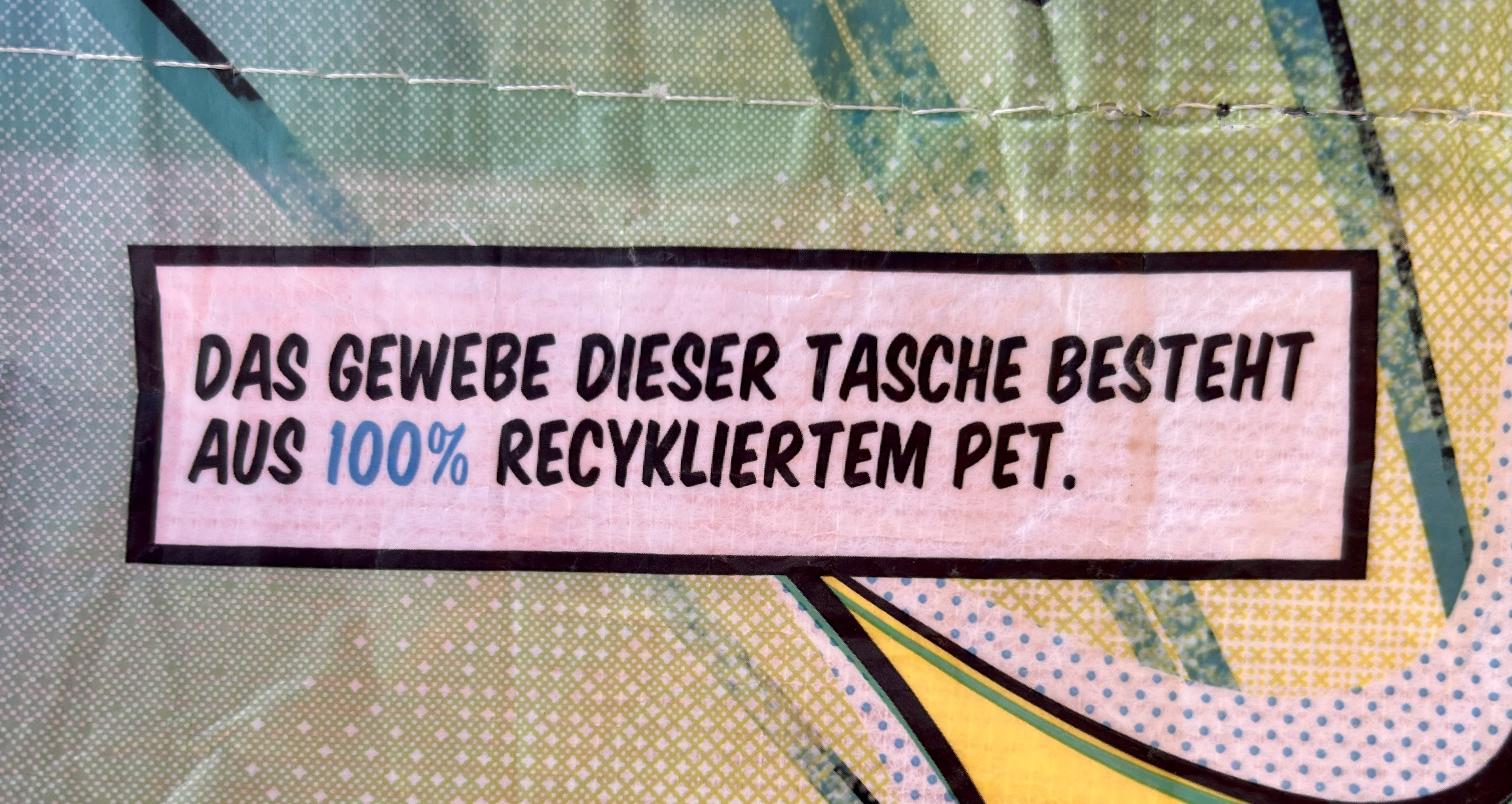
Hinweis auf Pet-Tragetasche

## Finanzierung
Finanziert wird die Rückführung von gebrauchten PET-Einweggetränkeflaschen in den Wirtschaftskreislauf durch einen vorgezogenen Recyclingbeitrag, der seit 1991 von PET-Recycling Schweiz erhoben wird. Die eingenommenen Mittel werden für Sortierung, Transport, Administration, Kommunikation sowie Anschaffung und Unterhalt von Sammelbehältern verwendet. Gewinn- oder Lenkungsziele werden hierbei keine verfolgt.
Ab 1. Juli 2016 gelten für PET-Einweggetränkeflaschen folgende Abrechnungsansätze:
PET-Einweg-Getränkeflaschen ≤ 50cl Füllvolumen:      2,3 Rappen
PET-Einweg-Getränkeflaschen > 50cl Füllvolumen:       1,9 Rappen
Im Juli 2000 lag der vRB noch bei 4 Rappen.

## Rechtsgrundlagen
Die gesetzliche Grundlage bildet die vom Bundesrat erlassene Verordnung über Getränkeverpackungen (VGV) vom 5. Juli 2000 in der „die Abgabe und die Rücknahme von Getränkeverpackungen für die Verwendung im Inland“ geregelt ist.
Demnach müssen Händler, Hersteller und Importeure, die Getränke in Einwegverpackungen aus PET abgeben, solche Einwegverpackungen in allen Verkaufsstellen zurücknehmen. Die Verwertungsquote soll dabei mindestens 75 Prozent betragen. Wird diese nicht erreicht, kann das Eidgenössische Departement für Umwelt, Verkehr, Energie und Kommunikation (UVEK) ein Pfand auf PET-Getränkeverpackungen einführen.
Für die Sicherstellung des Recyclings wird vom Bundesamt für Umwelt eine private, nicht gewinnorientierte Organisation beauftragt.